# لاسه شیوس
لاسه شیوس (انگلیسی: Lasse Kjus؛ زادهٔ ۱۴ ژانویهٔ ۱۹۷۱) اسکی‌باز آلپاین اهل نروژ بود.